# 单鹏飞
单鹏飞（1993年5月7日—），是一名中国足球运动员，现在效力于中国足球超级联赛球队大连人职业足球俱乐部，司职后卫。

## 俱乐部生涯
单鹏飞出自大连毅腾青训体系，2012年1月转投大连阿尔滨，6月份被亚历山大·斯塔诺耶维奇提升进入一线队。 2012年6月27日，他在2012年中国足协杯第三轮大连阿尔滨2比1击败北京理工大学的伤停补时阶段替补周通出场，上演职业生涯的首秀。